# 深圳机场北站
深圳机场北站是穗深城际铁路的地下车站，位於中國广东省深圳市宝安区深圳宝安国际机场规划T2航站区（原T4航站区）地下，为其配套的铁路车站，于2019年12月15日启用。

## 車站結構

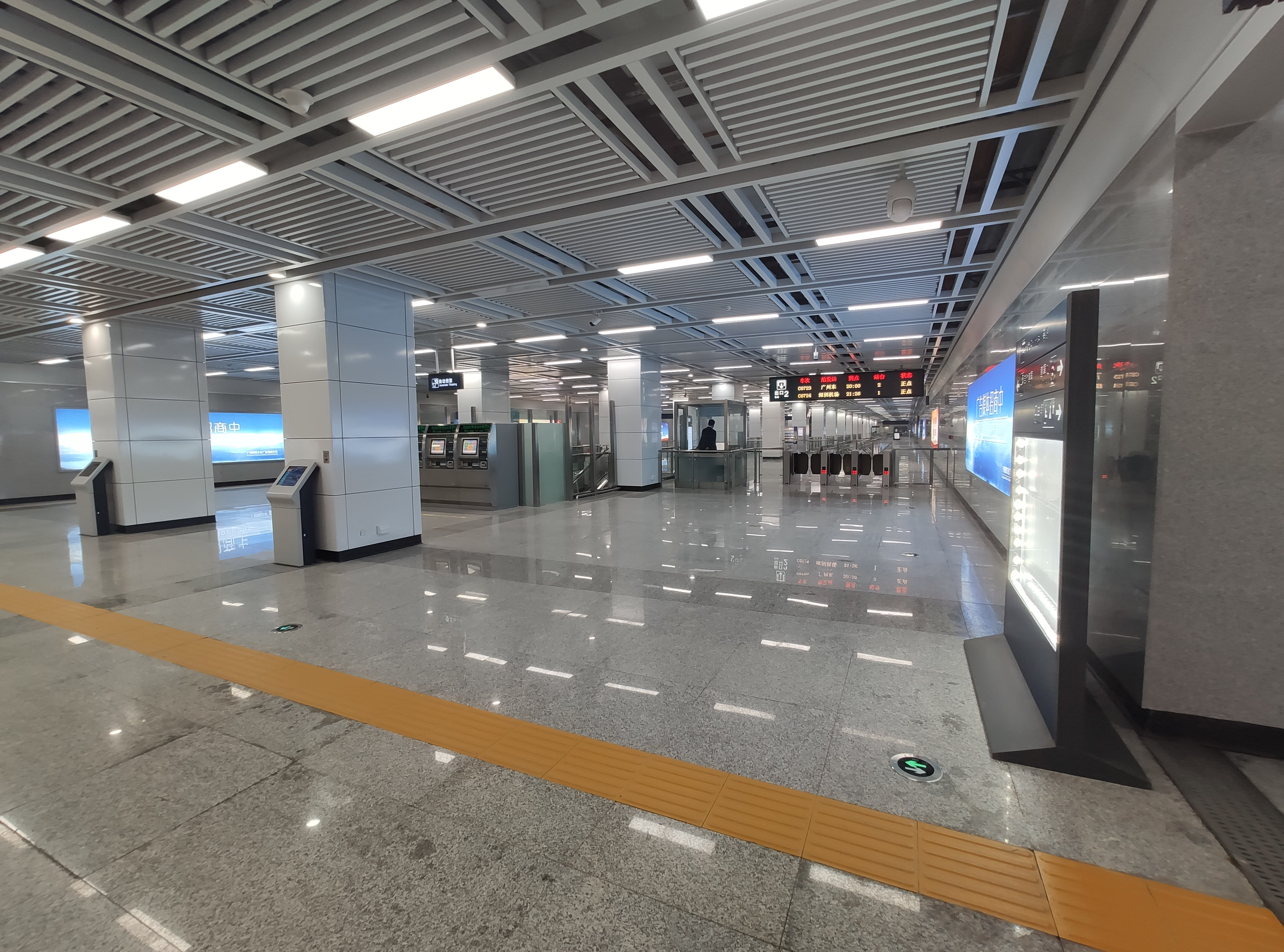
车站站厅

深圳机场北站为地下三层岛式车站。

### 车站楼层
| 地面     | 出入口   | 地面出入口（未启用）                    |  |  |
| 地下一层 | 转换层   | 售票处 通道前往地铁机场北站             |  |  |
| 地下二层 | 站厅层   | 安检设施、检票口、候车区                |  |  |
| 地下三层 | 2站台    | 穗深城际 深圳机场方向（下站：深圳机场） |  |  |
|          | 岛式站台 |                                         |  |  |
|          | 1站台    | 穗深城际 新塘南方向（下站：福海西）     |  |  |

### 出入口
本站设有A、B出入口和三个连接地铁机场北站的换乘通道。由于T2航站楼尚未开工，本站地面现为荒地。现时车站A、B出入口未开放，故乘客只能出站前往地铁车站，然后选择继续搭乘地铁或前往地面。

## 历史
穗莞深城际规划初期，便计划在宝安机场北侧设机场北站。2012年，根据深圳方面需求，穗莞深城际终点由接驳T1、T2航站楼及地铁1号线的机场东站改为接驳T3航站楼的深圳机场站，线位及本站因此稍向西移。
2019年12月15日，本站随穗深城际开通而运营。